# Marano (Cupra Marittima)
Marano (Marà in dialetto cuprense) è un borgo fortificato delle Marche, nucleo medievale di Cupra Marittima. 

## Storia
Si dette degli statuti comunali fin dal 1076 e, in tarda età medievale, fu coinvolta nelle lotte fra ascolani e fermani per il controllo del territorio. Nel XVI secolo fu saccheggiata dai Turchi e nel 1861 fu annesso al nascente Regno d'Italia. Attualmente forma parte del capoluogo ed è anche noto come Cupra Alta (o genericamente paese alto di Cupra); tuttavia, quella di Marano fu la denominazione ufficiale del comune fino al 1863.